# Викберг, Борис Акселевич
Бори́с А́кселевич Ви́кберг (6 сентября 1886, Пархомовка, Харьковская губерния — 28 августа 1938, Пермь, Свердловская область) — советский учёный-математик, основатель и первый заведующий кафедрой математики и механики (1936—1938), декан физико-математического факультета (1936—1938) Пермского университета. Основоположник заочного обучения в Пермском университете, проректор по заочному обучению (1936—1937).

## Биография
Родился в селе Пархомовке Богодуховского уезда Харьковской губернии, где на сахарном заводе Харитоненко служил его отец. По другим данным происходил из дворян Великого Княжества Финляндского.
Окончил гимназию в г. Сумы (1909), математическое отделение физико-математического факультета с дипломом I степени Московского университета (1914). Во время первой мировой войны окончил ускоренный курс обучения в Александровском военном училище (01.12.1914), из которого был выпущен в чине прапорщика в 194-й пехотный запасной батальон, младший офицер учебной команды. Войну окончил в чине подпоручика. Затем работал в МГУ под руководством профессора механики Н. Е. Жуковского и профессора математики Л. К. Лахтина и высоко ценил своих учителей. Работал также преподавателем в специальной школе, на различных курсах, в народном университете (1914—1917). 
С 1917/18 учебного года — в высшей школе: ассистент на кафедре математики в Закавказском университете, одновременно преподавал математику и механику в школах г. Тифлиса.
В 1921—1929 годах — преподаватель математики в Азербайджанском политехническом институте (Баку), одновременно — в Азербайджанском государственном университете им. В. И. Ленина. Затем поехал в Россию искать следы сына, пропавшего во время Гражданской войны.
В 1928—1929 годах — доцент Иркутского государственного университета. После его реорганизации (1930) — в Сибирском горном институте зав. кафедрой математики, по совместительству работая в Восточно-Сибирском транспортном институте (1931), Золотопромышленной академии (1932—1934), Восточно-Сибирском государственном университете (1934—1936). Аспирантом Б. А. Викберга был впоследствии известный в Иркутске профессор математики В. В. Васильев.

### Работа в Пермском университете
С лета 1936 года Б. А. Викберг, как опытный преподаватель, был приглашён в Пермский государственный университет.
В 1936—1938 годах — основатель и первый зав. кафедрой математики и механики, профессор. Одновременно — декан физико-математического факультета Пермского университета.
1936/1937 учебный год — помощник (проректор) ректора (в тот период — директора Пермского университета) по заочному обучению. В то время университет возглавлял Г. К. Русаков, инициировавший положительные изменения в организационных вопросах и кадровой политике вуза.
Заочное обучение в ПГУ началось с 1936 года; Б. А. Викберг являлся его создателем, организатором и руководителем.
Принимал участие в развитии научного общества при университете, в издательской работе, создавал новые кафедры на факультете.
В 1938 году по приказу декана Б. А. Викберга на физико-математическом факультете появились три новые кафедры: математического анализа, теоретической механики, высшей алгебры и геометрии.
Б. А. Викберг стал с 26 марта 1938 заведующим кафедрой математического анализа. Но 22 августа он умер, и кафедру с 1 сентября 1938 возглавил проф. А. А. Темляков (кандидат наук, доцент).
Похоронен на Егошихинском кладбище.

## Научные интересы
Профессор Викберг был широко образован, обладал большой работоспособностью. Читал на физмате и на заочном отделении Пермского университета все ведущие дисциплины.
Предметом его научных интересов были дифференциальные уравнения и теоретическая механика. В Пермском университете вёл теоретические исследования о динамике твёрдого тела, имеющего одну неподвижную точку, одним из результатов которых была публикация работы «Об одном применении точечных преобразований» (1936).

## Труды
- К вопросу о классификации решений обыкновенных дифференциальных уравнений // Известия Азербайджанского университета. — Баку, 1923—1924. — № 3. — С. 221—229.
- Математический анализ: Курс лекций. Баку, 1924.
- Основы термодинамики в символах теории определителей. Баку, 1927;
- Памяти Лобачевского // Изв. Азербайдж. политехн. ин-та. Баку, 1928. Вып. 4—5.
- О работе А. А. Трескова о гравитации. 1935.
- Физико-математический факультет. Пермский государственный университет. Пермь, 1936.
- Об одном применении точечных преобразований. Пермский государственный университет. Пермь, 1936.